# Дети мои
«Дети мои» — роман российской писательницы Гузель Яхиной, вышедший в мае 2018 года. «Дети мои» рассказывает историю российского немца, школьного учителя, живущего в раннем СССР.

## История выхода
Гузель Яхина рассказала, что написание «Дети мои» для неё сопровождалось давлением и ожиданием со стороны читателей после успеха её предыдущего романа «Зулейха открывает глаза». Она несколько раз переписывала целые главы и перепридумывала сюжет и персонажей. Долгое время ей казалось, что наброски слишком напоминают «Зулейху» — в некоторых ранних версиях главным героем был татарский мальчик, попадающий в семью поволжских немцев. По её словам, ощущение страха перед написанием второго романа «просочилось в текст и стало одной из основных линий», а «преодоление страха» стало основным мотивом книги. Книга писалась два года.
По словам Яхиной, в романе объединяются близкие ей темы, немецкая культура и Волга — сама она выросла в Казани, поволжском городе.
В феврале 2018 года российское издание журнала Forbes включило предстоящий роман в список «20 главных книг 2018 года» в России.
14 апреля 2018 года, ещё до публикации романа, три фрагмента «Дети мои» использовались в акции «Тотальный диктант». Яхина отредактировала фрагменты специально для акции. Одна из участниц «Тотального диктанта» в Минске заявила, что узнала в протагонисте романа своего дедушку, поволжского немца по фамилии Бах. Яхина рассказала, что это совпадение, и все герои романа вымышлены.
В августе 2019 года книга вышла на немецком языке. Название «Дети мои» в немецкой версии изменено на Wolgakinder (с нем. — «Дети Волги»).
В декабре 2019 года роман был удостоен третьей премии «Большая книга» и получил приз читательских симпатий, учреждённый премией.

### Экранизация
После выхода романа в 2018 году Яхина подписала договор о создании полнометражного фильма по мотивам романа. Режиссёром экранизации должен стать Алексей Учитель.

## Сюжет
Действие романа происходит в СССР 1920—1930-х годов. Протагонист романа — сельский учитель Якоб Бах, поволжский немец, который живёт и преподаёт в немецком посёлке.  Однажды к нему приходит незнакомец Гримм, предлагающий ему стать репетитором его дочери Клары. Баху не нравится мрачная, таинственная атмосфера на другом берегу Волги, где находится одинокий хутор, где живёт Клара. Осенью Гримм решает уехать в Германию. Клара по пути сбегает и приезжает к Баху. В посёлке её не приняли и влюблённая пара переезжает на хутор. . Тем временем вокруг него происходят исторические события Поволжья того времени: Гражданская война, голод 1932—1933 годов, коллективизация.

## Художественные особенности
«Дети мои» наполнены множественными отсылками к классическим немецким сказкам, также критики находили в ней отсылки к фэнтези-литературе, в частности, к произведениям Джона Толкина. Сама Яхина рассказала, что для неё это история о «мифологичности сознания» — сам протагонист, российский немец, находит в происходящих с ним событиях черты знакомых ему сказок и мифов.
...Многие события в романе вдохновлены немецкими сказками и легендами. А для меня немецкая сказка — способ поговорить о советской сказке, которая, как многим в середине 1920‑х годов казалось, сбывается, а затем выяснилось, что не сбывается или сбывается очень извращенным и жестоким способом. Поэтому во второй части книги сказки сбываются жестоко, ужасно и кроваво. И германская сказка становится главной метафорой текста.Гузель Яхина
В отличие от «Зулейха открывает глаза», предыдущего романа Яхиной, «Дети мои» не позиционируется как исторический роман. При этом Яхина рассказывала, что при написании изучила множество документов о поволжских немцах того времени, в романе появляются реальные элементы культуры поволжских немцев и СССР 1920—1930-х годов в целом. По её словам, главные персонажи — Якоб Бах, его дочь и беспризорник Васька — целиком вымышленные, а второстепенные герои вдохновлены образами персонажей из фильма «Мартин Вагнер» 1928 года, рассказывающего о коллективизации в АССР Немцев Поволжья. Изначально Яхина хотела сделать центральным сюжетом депортацию поволжских немцев, но в конечной версии книги депортация упоминается только в эпилоге, действие романа происходит до её начала. Она рассказала также, что в «Дети мои» попыталась глубже раскрыть темы, поднимаемые в «Зулейхе» — отношения человека с государством, место «маленького человека» в большой истории, внутренняя и внешняя свобода человека, отношения отцов и детей.
Четыре главы книги, по словам Яхиной, посвящены Иосифу Сталину и написаны от его точки зрения. С этих глав она начала писать роман.

## Восприятие
В декабре 2019 года за «Дети мои» Яхина стала лауреатом литературной премии «Иво Андрич» в номинации «За лучшую книгу». В том же месяце роман получил 3-е место на литературной премии «Большая книга» по результатам голосования жюри и победил в народном голосовании за лучшую книгу. В 2021 году «Дети мои» получила французскую «Премию за лучшую иностранную книгу» в номинации «Роман».